# Willem IV van den Bergh
Willem IV van den Bergh ('s-Heerenberg, 24 december 1537 – Ulft, 6 november 1586) was stadhouder van Gelre en Zutphen van 1581 tot 1585, eerst in Staatse, later in Spaanse dienst.

## Achtergrond

Wapen Willem IV.

Willem was een zoon van graaf Oswald II van den Bergh (1508-1546) en Elisabeth van Dorth (1505-1545). Hij erfde in 1546 het Land van den Bergh en de heerlijkheid Boxmeer en werd daarmee graaf. Willem IV trouwde op 11 november 1556 te Meurs met Maria van Nassau (1539-1599), de oudste zuster van prins Willem van Oranje. Er werden 17 kinderen geboren.

## Begin van de Opstand
Willem IV en zijn zonen speelden een belangrijke rol in de Tachtigjarige Oorlog. De politiek van de Spaanse koning Filips II in de Nederlanden schaadde zijn belangen. Daarenboven viel het vasthouden aan het katholieke geloof niet in goede aarde. Hij tekende samen met 200 andere edelen in 1566 het Smeekschrift der Edelen. Toen de koning adel en burgerij hierop niet tegemoetkwam brak de Tachtigjarige Oorlog uit. Willem van den Bergh bevocht het leger van Filips met wisselend succes. Net als Willem van Oranje vluchtte hij naar Duitsland om aan de Spaanse troepen onder Alva te ontkomen.
In 1568 vlucht graaf Willem IV in ballingschap uit Boxmeer en ontstaat er een onzekere situatie over de macht in Boxmeer. In 1572 wordt het Kasteel van Boxmeer door Alva verwoest.

## In Staatse dienst
In 1572 had hij een hoofdrol in Oranjes tweede invasie; hij veroverde o.a. de steden Doesburg, Zutphen, Bredevoort, Doetinchem, Harderwijk, Elburg, Goor, Oldenzaal, Kampen en Zwolle. (zie ook bezettingen van 1572).
In 1575 neemt Frederik van den Bergh, de broer van Willem IV, de ruïnes van het Kasteel Boxmeer in bezit. Frederik van den Bergh (1559-1618) is heer in de plaats Meer.
Na de Pacificatie van Gent in 1576 keerde hij terug naar de Nederlanden. Hij hoopte stadhouder van Gelderland te kunnen worden, omdat een deel van de Nederlanden in handen van de opstandelingen was. Tot zijn spijt kreeg zijn zwager Jan van Nassau deze post in 1578. Uit onvrede zocht Willem contact met Alexander Farnese, de prins van Parma, hij had besloten de koning te dienen en wilde onderhandelen. In 1581 bedankte Jan van Nassau voor het stadhouderschap, waardoor Willem van den Bergh op 5 juni van dat jaar alsnog deze functie kreeg.
In 1577 neemt Willem IV van den Bergh het kasteel van Boxmeer in en werd weer heer van Meer.

## In Spaanse dienst
Intussen gingen de geheime onderhandelingen met Parma door. Het verraad kwam aan het licht en de Gelderse Staten lieten hem op 5 november 1583 samen met zijn vrouw gevangenzetten, maar door toedoen van Oranje kwamen ze weer snel vrij, wegens gebrek aan bewijs. Van den Bergh, de belangrijkste edelman in Gelre, liep daarna alsnog over. Vier van zijn zonen, graaf Herman (1558-1611), graaf Frederik (1559-1618), graaf Oswald III (1561-1586) en graaf Hendrik van den Bergh (1573-1638) zouden belangrijke militaire posities gaan bekleden in het leger onder de Spaanse Kroon.

### Kinderen
- Magdalena van den Bergh-'s Heerenberg (Kasteel Bergh, 1 augustus 1557 – 25 mei 1579)
- Herman van den Bergh graaf van den Bergh-'s Heerenberg (Kasteel Bergh, 2 augustus 1558 – Spa, 12 augustus 1611)
- Frederik van den Bergh heer van Boxmeer, Sambeek, Haps en Meer (Ulft, 18 augustus 1559 – Boxmeer, 3 september 1618)
- Oswald van den Bergh (Kasteel Bergh, 16 juni 1561 – Boksum, 17 januari 1586)
- Wilhelmina van den Bergh-'s Heerenberg (Kasteel Bergh, 7 juli 1562 – verdronken in de IJssel bij Ulft, 15 november 1591)
- Elisabeth van den Bergh-'s Heerenberg (31 december 1563 – Keulen, 1572)
- Joost van den Bergh graaf van den Bergh-'s Heerenberg (Kasteel Bergh, 25 januari 1565 – Kasteel Bergh, 8 augustus 1600)
- Adam van den Bergh graaf van den Bergh-'s Heerenberg (1568 – Groningen, 7 november 1590)
- Juliana van den Bergh-'s Heerenberg (1571 – verdronken in de IJssel bij Ulft, 15 november 1591)
- Adolf van den Bergh graaf van den Bergh-'s Heerenberg (Kampen, 1572 – Den Bosch, 25 mei 1609)
- Lodewijk van den Bergh graaf van den Bergh-'s Heerenberg (1 november 1572 – Steenwijk, 10 juni 1592)
- Hendrik van den Bergh graaf van den Bergh-'s Heerenberg, heer van Stevensweerd en stadhouder van Gelre (Bremen, 1573 – 12 mei 1638)
- Catharina van den Bergh-'s Heerenberg (Kasteel Bergh, 1578 – Culemborg, 19 oktober 1640). Zij trouwde op 4 maart 1601 te 's-Heerenberg met Floris II van Pallandt 2e graaf van Culemborg 1598 (28 mei 1577 – Culemborg, 4 juni 1639). Hij was een zoon van Floris I van Pallandt (Culemborg) heer/1e graaf van Culemborg (1555), vrijheer van Palland, Witthem en Werth (1537 – 29 september 1598) en Philippa Sidonia van Manderscheid (4 april 1557 - 12 januari 1602).
- Anna van den Bergh-'s Heerenberg (1579 – Annadael, 17 augustus 1630)
- Elisabeth van den Bergh-'s Heerenberg prinses-abdis van Essen (1581 – Essen, 12 januari 1614)
- Charlotte van den Bergh-'s Heerenberg (1582 – Annadael, 2 november 1631)

## Voorouders
| Voorouders van Willem IV van den Bergh | Voorouders van Willem IV van den Bergh                                          | Voorouders van Willem IV van den Bergh                                          | Voorouders van Willem IV van den Bergh                                | Voorouders van Willem IV van den Bergh                                | Voorouders van Willem IV van den Bergh                                | Voorouders van Willem IV van den Bergh                                | Voorouders van Willem IV van den Bergh                                | Voorouders van Willem IV van den Bergh                                |
| -------------------------------------- | ------------------------------------------------------------------------------- | ------------------------------------------------------------------------------- | --------------------------------------------------------------------- | --------------------------------------------------------------------- | --------------------------------------------------------------------- | --------------------------------------------------------------------- | --------------------------------------------------------------------- | --------------------------------------------------------------------- |
| Overgrootouders                        | Oswald I van den Bergh (1442–1506) ∞ Elisabeth van Moers-Saarwerden (1442–1493) | Oswald I van den Bergh (1442–1506) ∞ Elisabeth van Moers-Saarwerden (1442–1493) | Willem van Egmondt (-) ∞ Margaretha van Culemborg (–)                 | Willem van Egmondt (-) ∞ Margaretha van Culemborg (–)                 | ? (-) ∞ ? (–)                                                         | ? (-) ∞ ? (–)                                                         | ? (-) ∞ ? (–)                                                         | ? (-) ∞ ? (–)                                                         |
| Grootouders                            | Willem III van den Bergh (1468–1511) ∞ Anna van Egmondt (1481–1517)             | Willem III van den Bergh (1468–1511) ∞ Anna van Egmondt (1481–1517)             | Willem III van den Bergh (1468–1511) ∞ Anna van Egmondt (1481–1517)   | Willem III van den Bergh (1468–1511) ∞ Anna van Egmondt (1481–1517)   | ? (-) ∞ ? (–)                                                         | ? (-) ∞ ? (–)                                                         | ? (-) ∞ ? (–)                                                         | ? (-) ∞ ? (–)                                                         |
| Ouders                                 | Oswald II van den Bergh (1508-1546) ∞ Elisabeth van Dorth (1505-1545)           | Oswald II van den Bergh (1508-1546) ∞ Elisabeth van Dorth (1505-1545)           | Oswald II van den Bergh (1508-1546) ∞ Elisabeth van Dorth (1505-1545) | Oswald II van den Bergh (1508-1546) ∞ Elisabeth van Dorth (1505-1545) | Oswald II van den Bergh (1508-1546) ∞ Elisabeth van Dorth (1505-1545) | Oswald II van den Bergh (1508-1546) ∞ Elisabeth van Dorth (1505-1545) | Oswald II van den Bergh (1508-1546) ∞ Elisabeth van Dorth (1505-1545) | Oswald II van den Bergh (1508-1546) ∞ Elisabeth van Dorth (1505-1545) |
| Willem IV van den Bergh (1537-1586)    |                                                                                 |                                                                                 |                                                                       |                                                                       |                                                                       |                                                                       |                                                                       |                                                                       |